# Rudolf Bender
Rudolf Bender (* 18. März 1860 in Denklingen; † 1945) war ein deutscher Architekt, preußischer Baubeamter und Kommunalpolitiker.

## Leben
Rudolf Bender erlangte Ostern 1878 das Abitur am Friedrich-Wilhelm-Realgymnasium in Köln. Anschließend studierte er Architektur am Polytechnikum Stuttgart, wo er Mitglied des Corps Teutonia wurde. Zum Wintersemester 1879/1880 wechselte er an die Technische Hochschule (Berlin-)Charlottenburg.
Nach dem Studium und dem bestandenen Ersten Staatsexamen trat er 1885 als Regierungsbauführer (Referendar in der öffentlichen Bauverwaltung) bei der Ministerial-Baukommission in Berlin in den preußischen Staatsdienst ein. 1889 wurde er nach dem bestandenen Zweiten Staatsexamen zum Regierungsbaumeister (Assessor) ernannt und zunächst außeretatmäßig bei der Ministerial-Baukommission in Berlin, den Bezirksregierungen in Münster und Arnsberg, dem Polizeipräsidium Berlin und der Intendantur des III. Armeekorps in Berlin beschäftigt. 1898 erhielt er eine etatmäßige Anstellung in der Bauabteilung des Preußischen Kriegsministeriums. Von 1902 bis 1915 war er Vorstand des Militärbauamts Berlin VIII. Im Ersten Weltkrieg war er von 1915 bis 1918 als Intendantur- und Baurat im Stab des Oberbefehlshabers Ost Leiter des gesamten Hochbauwesens im besetzten Gebiet von Ober-Ost. Nachdem er in der ersten Jahreshälfte 1919 die Dienstgeschäfte abgewickelt hatte, war er von 1920 bis zu seiner Pensionierung 1930 Oberregierungsbaurat beim Landesfinanzamt Brandenburg in Berlin.

## Kommunalpolitik
Seit 1902 war Bender Stadtverordneter von Spandau bzw. ab 1920 Bezirksverordneter von Berlin-Spandau. Von 1912 bis 1918 gehörte er der Zweckverbandsversammlung Groß-Berlin an. Von 1920 bis 1933 war er Stadtverordneter von Groß-Berlin. Vom 15. Dezember 1921 bis Januar 1930 und vom 8. März 1932 bis April 1933 war er stellvertretendes Mitglied des Preußischen Staatsrats.

## Auszeichnungen
- 1909: preußischer Roter Adlerorden 4. Klasse[3]